# Зеленият път
Тази статия е за романа на Стивън Кинг. За филмовата адаптация на Франк Дарабонт вижте Зеленият път (филм).
„Зеленият път“ (на английски: The Green Mile) е роман на Стивън Кинг в шест части, всичките публикувани през 1996 г. Шестте части на романа са публикувани в 6 последователни месеца на 1996 г., като всяка част е пусната на пазара в отделно издание на сравнително ниска цена. По-късно романът е издаден и в един том. Стивън Кинг е използвал история, разказана му от негов познат, който е бил в затвора „Студената планина“.

## Сюжет
Внимание:  Текстът по-долу разкрива сюжета на произведението (или части от него)!
Историята е разказана от първо лице от Пол Еджкоум и се прехвърля между 1996 г., когато Еджкоум е настанен в старческия дом „Джорджийски борове“ и записва спомените си, и 1932 г., когато разказвачът е надзирател на блок в затвора „Студената планина“. Затворът е място за осъдени на смърт престъпници и носи прякора „Зеления път“ заради цвета на линолеума на пода. 1932 година бележи пристигането в затвора на Джон Кофи, висок 2 метра чернокож мъж, който е осъден за изнасилване и убийство на две млади бели момичета. По време на престоя си в Пътя, Джон общува с други затворници Едуард „Дел“ Делакроа, каджунски подпалвач, изнасилвач и убиец; и Уилям Уортън („Били Хлапето“ за себе си, „Дивият Бил“ за пазачите), необуздан и опасен убиец, който е решен да създаде колкото може повече проблеми, преди да бъде екзекутиран. Други обитатели включват Арлен Битърбък, индианец, осъден за убийството на човек в битка за чифт ботуши; Артър Фландърс, изпълнителен директор на агенция за недвижими имоти, който е убил баща си, за да извърши застрахователна измама; и г-н Джингълс, мишле, което Дел учи на различни трикове.
През цялото време Пол и другите пазачи се дразнят на своя садистичен колега Пърси Уетмор, който обича да тормози затворниците. Уетмор е племенник на жената на губернатора, поради което останалите пазачи са принудени да се държат учтиво с него въпреки неприязънта си. Когато на Пърси е предложена административна позиция в близката психиатрична болница „Брайър Ридж“, Пол смята, че най-накрая са се отървали от него. Въпреки това, Пърси отказва да напусне, докато не му бъде позволено да участва в екзекуция, така че Пол колебливо му позволява да извърши тази на Дел. Пърси умишлено избягва да накисне гъбата, която трябва да бъде пъхната в капачката на електрода, за да осигури бърза смърт на електрическия стол; в резултат Дел се запалва в стола и смъртта му е продължителна и агонизираща.
С течение на времето Пол осъзнава, че Джон притежава необясними лечителски способности, които използва, за да излекува инфекцията на пикочните пътища на Пол и да съживи г-н Джингълс, след като Пърси го стъпква. Простодушен и срамежлив, Джон е много емпатичен и чувствителен към мислите и чувствата на другите около него. Една нощ пазачите упояват „Уортън“, след което слагат усмирителна риза на Пърси и го заключват в карцера, за да могат тайно да изкарат Джон от затвора и да го отведат в дома на надзирателя Хал Мурс. Съпругата на Хал Мелинда има неоперативен мозъчен тумор, който Джон лекува. Когато се връщат в Пътя, Джон „прехвърля“ заболяването от Мелинда на Пърси, което го кара да полудее и да застреля Уортън до смърт, преди да изпадне в кататонично състояние, от което никога не се възстановява. След това Пърси е приет в „Брайър Ридж“ като пациент.
Дълго тлеещите подозрения на Пол, че Джон е невинен, се доказват, когато той открива, че всъщност Уортън е изнасилил и убил двете момичета и че Джон се е опитвал да ги съживи. По-късно Джон разказва на Пол какво е видял, когато Уортън го е хванал веднъж за ръката, как Уортън е принудил сестрите да мълчат, като е заплашил да убие едната, ако другата вдигне шум, използвайки любовта им една към друга. Пол не е сигурен как да помогне на Джон, но Джон му казва да не се тревожи, тъй като той така или иначе е готов да умре, за да избяга от жестокостта на света. Екзекуцията на Джон е последната, в която Пол участва.
Наближавайки края на своята история, Пол я предлага на своята приятелка Илейн Конъли да я прочете. След като Илейн я прочита, Пол ѝ представя г-н Джингълс точно преди мишлето да умре – то е била живо през последните 64 години. Пол обяснява, че изцелените от Джон са придобили неестествено дълъг живот. Илейн умира малко след това. Романът завършва с Пол съвсем сам, вече на 104 години, и чудещ се колко още ще живее.

## Прием
„Зеленият път“ печели наградата „Брам Стокър“ за най-добър роман през 1996. През 1997 г. е номиниран за награда „Локус“.

## Филмова адаптация
През 1999 г. излиза и едноименен филм по книгата, режисиран от Франк Дарабонт. В ролята на Джон Кофи е Майкъл Кларк Дънкан, а в ролята на надзирателя Пол Еджкоум е Том Ханкс. Филмът е номиниран за четири Оскарa, сред които за най-добра поддържаща роля на Майкъл Кларк Дънкан и за най-добър филм. 

## В България
„Зеленият път“ е издаден за първи път в България през 1997 г. от издателство „Бард“, в превод на Крум Бъчваров (ISBN 954-585-159-7). 